# Olivier Baussan
Olivier Baussan  (1952. július 18.) francia üzletember, a L’OCCITANE en Provence, Oliviers & Co és a Première Pression Provence alapítója.

## Élete
Egyetemi diplomáját a Aix-Marseille Egyetemen szerezte meg irodalomból 1975-ben. 23 évesen kezdett el foglalkozni a kozmetikai szerekkel. A provence-i flórát tanulmányozta és innen merített ötletet a kozmetikai alapanyagokhoz. 1976-ban alapította a cégét.
1. ↑  https://business-herald.com/personnalites/olivier-baussan-portrait-dun-businessman
2. ↑  https://www.radiofrance.fr/franceinter/podcasts/on-va-deguster/l-huile-d-olive-6966590
3. ↑  https://agriculture.gouv.fr/sites/default/files/arrete_global_comm_off_chev_juil_2015.pdf
4. ↑  PRER2216139D